# Milheirós
Milheirós is een plaats (freguesia) in de Portugese gemeente Maia en telt 4237 inwoners (2001).